# Fisura timpanoscuamoasă
Fisura timpanoscuamoasă (Fissura tympanosquamosa) este o fisură aflată pe osul temporal ce separă porțiunea timpanică a osului temporal de porțiunea sa solzoasă, se extinde de la spina sfenoidului (Spina ossis sphenoidalis), între fosa mandibulară (Fossa mandibularis) și porțiunea timpanică (Pars tympanica ossis temporalis) și se curbează deasupra marginii anterioare a meatului acustic extern (Meatus acusticus externus). Fisura timpanoscuamoasă este unică la partea ei laterală, se dedublează în partea ei medială, prin interpunerea unei lamele osoasă de pe marginea inferioară a Tegmen tympani numită creasta tegmentală (Crista tegmentalis). Se formează astfel două scizuri: una anterioară - fisura pietroscuamoasă (Fissura petrosquamosa) - și alta posterioară - fisura pietrotimpanică (Fissura petrotympanica).